# بیلزتاون (آرکانزاس)
بیلزتاون (به انگلیسی: Billstown) یک منطقهٔ مسکونی در ایالات متحده آمریکا است که در آرکانزاس واقع شده است. بیلزتاون ۱۰۰٫۸۹ متر بالاتر از سطح دریا قرار دارد.